# Monoculturalismo
Monoculturalismo é a existência de um único grupo racial em determinada região.
Isso pode ser por causas não intencionais, por exemplo, o fato de uma região em questão estar geograficamente afastada de outras torna o contato com outras regiões, que possuem outras culturas, raro. Também pode ser intencional, normalmente por práticas de ativamente preservar a cultura nacional via exclusão de influências externas. Países como Japão, China, Coreia do Sul e Coreia do Norte são considerados exemplos de nações monoculturalistas. Normalmente, sociedades monoculturais existem mais em países homogeneamente raciais, com a maior parcela da população do país sendo nativa do território. Países assim comumente possuem tendências nacionalistas, e são geograficamente ou politicamente isolados (às vezes, mas não sempre, o monoculturalismo é, com frequência, visto em regimes totalitários).